# Oxyopes flavus
Oxyopes flavus là một loài nhện trong họ Oxyopidae.
Loài này thuộc chi Oxyopes. Oxyopes flavus được Richard C. Banks miêu tả năm 1898.